# Mouvement républicain calédonien
Le Mouvement républicain calédonien (MRC) est un parti local calédonien anti-indépendantiste fondé en 2011 par Philippe Blaise, alors conseiller municipal de Nouméa et dissident du Rassemblement-UMP.

## Histoire
Le MRC a été fondé le 14 juillet 2011 sur la base de la Fondation républicaine calédonienne, un think tank non-indépendantiste lui-même créé en partie des militants ou sympathisants du Rassemblement-UMP (ex-RPCR, parti historique de la lutte contre l'indépendance de la Nouvelle-Calédonie) fortement opposés à la proposition formulée en 2010 par le président de ce parti, Pierre Frogier, de faire flotter sur les édifices publics le drapeau indépendantiste aux côtés du drapeau français. Beaucoup de ces dissidents ont par ailleurs participé au Collectif pour un drapeau commun, à commencer par le fondateur et meneur du MRC, Philippe Blaise.

## Responsables et élus
- Président-fondateur : Philippe Blaise, membre fondateur du Collectif pour un drapeau commun, membre du Congrès de la Nouvelle-Calédonie ainsi que de l'Assemblée de la Province Sud depuis 2014 et conseiller municipal de Nouméa depuis 2008, ancien militant du Rassemblement-UMP.
- Vice-président : Christophe Loueckhote, originaire d'Ouvéa ainsi que président d’une association de locataires et membre du conseil de quartier de Rivière Salée à Nouméa.
- Secrétaire général : Tristan Derycke (Gastroentérologue au CHT, porte-parole de l'Intersyndicale des médecins hospitaliers, écrivain) jusqu'en 2014 (date de son départ du parti pour rejoindre Calédonie ensemble), puis Didier Michel-Villaz (ingénieur géomètre et ancien du programme Cadres Avenir), puis Cédric Pascal. 
  - Secrétaire général adjoint : Frédéric Decourt (informaticien et cyber-militant) et Adrien Droin.
- Trésorier : Cédric Pascal (cadre en entreprise).